# Qtstalker
Qtstalker est un logiciel d'analyse technique libre, gratuit et facile à utiliser pour les systèmes à la norme POSIX. Il est semblable à des logiciels commerciaux tel que Metastock, Supercharts et TradeStation, et il reste léger, avec une conception simple pour faciliter la rapidité, de plus il est portable entre systèmes d'exploitation et utilise peu de ressource de l'ordinateur. Qtstalker peut être étendu parce qu'il utilise un système à base de greffons (plugins). Ce logiciel libre (et gratuit) est distribué sous les termes de la Licence publique générale GNU.

## Fonctionnalités
- Une interface graphique pour l'utilisateur qui est orienté objet grâce au pointage puis clic de souris
- Des greffons (plugins) de diagrammes comprenant les types suivants : ligne (line), histogramme (bar), Chandeliers japonais (candlestick), diagramme réalisé avec des points et des traits (point and figure), et oscillation (swing)
- Des couleurs personnalisables
- Une échelle arithmétique linéaire et logarithmique, échelle sur l'écran
- Des greffons (plugins) pour les indicateurs:
  - Bandes de Bollinger
  - MACD
  - Moyenne mobile
  - RSI
  - Stochastique
  - et 133 autres dont voici la liste
- des objets dessinés sur le graphique : lignes des tendances, flèches d'achat/vente, lignes horizontales et verticales, lignes de retracement de Fibonacci, texte et cycles
- Des greffons (plugins) pour récupérer les cotations (Quote) par téléchargement de données depuis des sources en ligne sur Internet tel que Yahoo (plus de 40 places financières dans le monde : liste de ces places), CME, NYBOT
- Des greffons (plugins) d'importation de données à partir de fichiers au format CSV c'est-à-dire fichier en plain texte pouvant être créé ou lu par des tableurs et à partir de bases de données sur des serveurs avec un SGBD MySQL
- L'architecture utilisant des greffons (plugins) pour les cotations (quotes) et les indicateurs permet une extensibilité ultérieure facile
- Compression possible du graphique sur une période donnée : journalière, hebdomadaire et mensuelle (au sein d'une même journée en cours de développement)
- Des classes de données variées pour supporter des types d'investissement tel que les actions, futures, indices, ratios et spreads
- Une fonction de back testing permet des tests de performances d'indicateurs en utilisant les données actuelles de trading
- Un gestionnaire de portefeuille boursier très basique, pour le suivi des positions ouvertes (open positions)
- Un scanner qui peut scanner la base de données de qtstalker pour des diagrammes (charts) qui correspondent à un critère défini par l'utilisateur
- Vous pouvez créer vos propres indicateurs avec le langage de script intégré CUS.